# Ellinikí Aristerá
Gauche grecque (grec moderne : Ελληνική Αριστερά (Ellinikí Aristerá), abrégé en EAR) était un parti politique grec, né en 1987 d'une scission du Parti communiste de Grèce (intérieur), de type eurocommuniste. Il est dissous en 1992, en fusionnant dans le Synaspismós.